# آندریاس زایر
آندریاس زایر (انگلیسی: Andreas Zeyer؛ زادهٔ ۹ ژوئن ۱۹۶۸) بازیکن فوتبال اهل آلمان است.
از باشگاه‌هایی که در آن بازی کرده‌است می‌توان به باشگاه فوتبال کارلسروهه، باشگاه فوتبال هامبورگ، باشگاه فوتبال بوخوم، و باشگاه فوتبال فرایبورگ اشاره کرد.